# Elevator
Elevator (engl., od kasnolat. elevator: podizatelj) je uređaj za prijenos (transport) materijala (prenosilo), najčešće okomiti, rjeđe pod nagibom. Pogon može biti ručni ili mehanički s motorom s unutarnjim izgaranjem, odnosno elektromotorom. Najviše je u upotrebi elevator s električnim pogonom. 

## Podjela
Elevatori se mogu razvrstati u elevatore za sipki materijal i elevatore za komadnu robu, a služe za okomit prijenos (transport) i za prijenos pod jakim kutom.

### Elevatori za sipki materijal
Elevatori za sipki materijal imaju vedrice kruto pričvršćene na vučno sredstvo. Materijal se utovaruje u vedrice na donjemu dijelu elevatora, a istovaruje na njegovu gornjem dijelu. Kao vučno sredstvo upotrebljavaju se gumene i žičane trake ili kolutni lanci s tuljkom. Trakasta prenosila omogućuju veće brzine dobave i time, uz iste mjere (dimenzije) elevatora, veće volumenske protoke materijala. Vedrice su različita oblika, ali uglavnom postoje 3 vrste: duboke i plitke vedrice zaobljena oblika, te trokutaste šiljasta oblika. Duboke se vedrice upotrebljavaju za teške ili lako rasipne materijale kao cement, suhi pijesak, šljunak, suhi ugljen i slično; plitke vedrice su za lake materijale koji se veoma sliježu ili su vlažni, na primjer mokar pijesak, žitarice, brašno i slično; trokutaste su vedrice pogodne za grudast materijal (grude od 50 do 150 mm). Način pričvršćenja vedrice na vučno sredstvo prikazan je na slici. Vedrice su izrađene od čelika, lakog metala, polimernih materijala ili gume. 
Pogonski mehanizam, koji ima i napravu za sprečavanje povratnog kretanja vedrica, smješten je na gornjem kraju elevatora, a na donjem se dijelu nalazi natezni uređaj.
Vedrice se pune grabljenjem materijala ili izravnim usipanjem. Grabljenje je materijala prikladno za prašinaste, zrnate i sitnogrudaste materijale. Za sitnogrudast materijal brzina vedrice treba biti manja od 1 m/s, a za prašinaste i zrnate materijale brzina vedrica nema većeg utjecaja. Ako se vedrice pune izravnim usipavanjem, one moraju biti gusto smještene jedna iza druge. Tako se vedrice pune krupnogrudastim i veoma abrazivnim materijalom (rudače, ugljen, drobljeni kamen i slično) jer bi otpor grabljenja bio prevelik. Pri izravnom usipavanju brzine vedrica iznose najviše 1 m/s.
Vedrice se prazne (istovaruju) pomoću centrifugalne sile ili pomoću sile teže, što najčešće ovisi o brzini vedrica. Centrifugalno pražnjenje dolazi u obzir najčešće tek pri brzini većoj od 1,5 m/s.
Dobava elevatora za sipki materijal iznosi do 400 (rijetko do 1 000) t/h, a visina dobave do 60 m (rijetko do 100 m). Brzina dobave trakastih prenosila iznosi od 1 do 2 (3) m/s, a lančanih elevatora od 0,3 do 1 m/s. Vedrice su široke od 100 do 1 000 mm, a imaju obujam (volumen) od 0,1 do 140 dm3 (litara). 
Brzohodni trakasti elevatori služe za strmi i okomiti prijenos lakih prašinastih i zrnatih materijala (brašna, žitarica, kemikalija i slično), a sporohodni lančani elevatori mogu prenositi i teže grudaste materijale (koks, ugljen i slično). 
Volumni protok pri dobavi sipkog materijala u pojedinačnim vedricama određuje se prema izrazu:
{\displaystyle I_{v}={\frac {V}{t_{v}}}\cdot v}
gdje je: tv - međusobni razmak vedrica, v - brzina dobave, a V - obujam materijala u jednoj vedrici, koji je jednak umnošku nazivnog obujma vedrice i stupnja punjenja φ = 0,4 - 0,8 (male vrijednosti za krupnogrudast materijal i veće brzine dobave). Nazivni je obujam vedrice obujam vode koji sadrži vedrica u radnom položaju. 
Elevator je najisplativije prenosilo za okomiti prijenos (transport) prašinastih, zrnatih i sitnogrudastih materijala. Razlog je u tome što je uz ulaganja (investicije) veoma važna potrebna pogonska snaga. Tako na primjer za okomiti prijenos 100 t/h teških žitarica (0,75 t/m3) na visinu od 40 m potrebna snaga pogonskog motora elevatora (v = 4 m/s) iznosi 17 kW, žljebastoga zatvorenoga lančanog prenosila (redlera, v = 0,7 m/s) oko 46 kW, a pneumatskog prenosila (v = 25 m/s) oko 170 kW.

#### Elevator s lancem
Elevator s lancem sastoji se od para beskrajnih lanaca koji se gibaju preko lančanika. Upotrebljava se na gradilištima, u rudnicima, skladištima, radionicama i drugdje. Za prijenos sipkog materijala (pijesak, ugljen, ruda i slično), na lancima su pričvršćene posude koje grabe materijal i izbacuju ga kada prijeđu preko gornjeg lančanika. Za prijenos komadnoga materijala, na lancima su pričvršćene ploče, konzole ili držači. Na ratnim brodovima, elevator smješten u zatvorenom (često i oklopljenom) rovu služi za prijenos streljiva iz komora za streljivo do topovskog oružja. 

#### Vijčani elevator
Vijčani elevator sastoji se od okomite ili kose cijevi i rotirajuće spiralne vijčane plohe, a služi za prijenos sipkog materijala. 

#### Pneumatski elevator
Pneumatski elevator upotrebljava se za prijenos lakoga sipkog materijala (žito, brašno, piljevina). Sastoji se od sustava cijevi i sisaljke (crpke ili pumpe) koja stvara vakuum u spremniku (rezervoaru). Postoje i kombinacije s vakuumom i strujom zraka pod tlakom u pojedinim dijelovima cjevovoda.

### Elevatori za komadnu robu
Elevatori za komadnu robu nose materijal pomoću traka ili lanaca na kojima su pričvršćene konzole različitih oblika ili vješalice. Elevatori s konzolama imaju malu brzinu kretanja, ne veću od 0,2 do 0,3 m/s, a služe za prijenos bačava, sanduka, kutija i slično. Elevatori s vješalicama imaju jedan ili više vučnih lanaca. Elevatori s jednim lancem služe za prijenos laganih predmeta u uredima, bolnicama, labaratorijama i slično, kao što su dokumenti, pošta, knjige, bočice i tako dalje.